# Cadel Evans Great Ocean Road Race Women 2017
La 3e édition de la Cadel Evans Great Ocean Road Race a eu lieu le 28 janvier 2017. Elle fait partie du calendrier UCI en catégorie 1.2. La course est remportée par Annemiek van Vleuten.

## Récit de course
Un léger vent souffle sur la course. Après cinq kilomètres de course, Annemiek van Vleuten attaque mais est reprise. Dix kilomètres plus tard, les équipes Orica-Scott et Canyon-SRAM hausse le rythme du peloton afin de provoquer une bordure. Le peloton se scinde en trois parties. Il y a trente coureuses à l'avant. Des attaques ont lieu en fin de course, mais ce n'est qu'avec l'accélération d'Emma Pooley que la course se décide. Elle est poursuivie par Annemiek van Vleuten, Janneke Ensing et Lucy Kennedy. Un autre duo : Ruth Winder et Mayuko Hagiwara, bouche également le trou. Janneke Ensing est victime d'un souci mécanique et voit ses chances de victoire s'envoler. Emma Pooley est rejointe à trois kilomètres de l'arrivée. Winder lance le sprint mais est remontée par Annemiek van Vleuten.

## Classements

### Classement final
| \| Classement général \| Classement général \| Classement général \| Classement général \| Classement général \| \| Coureur \| Coureur \| Pays \| Équipe \| Temps \| \| ------------------ \| -------------------- \| ------------------ \| ----------------------------- \| ------------------ \| \| 1re \| Annemiek van Vleuten \| Pays-Bas \| Orica-Scott \| 3 h 04 min 13 s \| \| 2e \| Ruth Edwards \| États-Unis \| UnitedHealthcare Women's Team \| + 0 s \| \| 3e \| Mayuko Hagiwara \| Japon \| Wiggle High5 \| + 0 s \| \| 4e \| Lucy Kennedy \| Australie \| High5 Dream Team \| + 0 s \| \| 5e \| Emma Pooley \| Royaume-Uni \| \| + 0 s \| \| 6e \| Susanna Zorzi \| Italie \| Drops \| + 27 s \| \| 7e \| Kirsten Wild \| Pays-Bas \| Cylance \| + 33 s \| \| 8e \| Chloe Hosking \| Australie \| Alé Cipollini \| + 33 s \| \| 9e \| Chloé Dygert \| États-Unis \| Sho-Air Twenty20 \| + 33 s \| \| 10e \| Gracie Elvin \| Australie \| Orica-Scott \| + 33 s \| |                      |             |                               |                 |
| |                      |             |                               |                 |
| |                      |             |                               |                 |
| Classement général |                      |             |                               |                 |
| Coureur | Coureur              | Pays        | Équipe                        | Temps           |
| 1re | Annemiek van Vleuten | Pays-Bas    | Orica-Scott                   | 3 h 04 min 13 s |
| 2e | Ruth Edwards         | États-Unis  | UnitedHealthcare Women's Team | + 0 s           |
| 3e | Mayuko Hagiwara      | Japon       | Wiggle High5                  | + 0 s           |
| 4e | Lucy Kennedy         | Australie   | High5 Dream Team              | + 0 s           |
| 5e | Emma Pooley          | Royaume-Uni |                               | + 0 s           |
| 6e | Susanna Zorzi        | Italie      | Drops                         | + 27 s          |
| 7e | Kirsten Wild         | Pays-Bas    | Cylance                       | + 33 s          |
| 8e | Chloe Hosking        | Australie   | Alé Cipollini                 | + 33 s          |
| 9e | Chloé Dygert         | États-Unis  | Sho-Air Twenty20              | + 33 s          |
| 10e | Gracie Elvin         | Australie   | Orica-Scott                   | + 33 s          |

### Barème des points UCI
| Position,          | 1er | 2e | 3e | 4e | 5e | 6e | 7e | 8e | 9e | 10e |
| Classement général | 40  | 30 | 16 | 12 | 10 | 8  | 6  | 3  | 2  | 1   |